# Jerzy Janowicz
Jerzy Filip Janowicz (ur. 13 listopada 1990 w Łodzi) – polski tenisista, pierwszy polski półfinalista turnieju wielkoszlemowego w grze pojedynczej (Wimbledon 2013), finalista wielkoszlemowych turniejów juniorskich: US Open 2007 i French Open 2008, zdobywca Pucharu Hopmana 2015, reprezentant Polski w Pucharze Davisa, streamer gier komputerowych na platformie Twitch.tv.

## Życie prywatne
Jest synem łódzkich siatkarzy Anny i Jerzego Janowiczów. Do 2004 reprezentował klub Orkan, następnie grał jako zawodnik AZS Łódź, MKT Łódź i Górnika Bytom z którym wywalczył drużynowe mistrzostwo Polski w 2009 i 2010 roku. Uczył się w łódzkiej szkole mistrzostwa sportowego. Był członkiem programu sportowego pod opieką firmy „Prokom”. Od 2013 roku związany z polską tenisistką – Martą Domachowską. W 2019 roku Jerzy Janowicz i Marta Domachowska zostali rodzicami, na początku stycznia urodził im się syn. Para mieszka na stałe w Łodzi.

## Kariera tenisowa

### Do 2004
Zaczął grę w tenisa w wieku 5 lat.
We wrześniu 2004 wziął udział w turnieju „Masters” do lat 14. W finale uległ reprezentantowi Arki Gdynia Szymonowi Tatarczykowi.
W 2004 wygrał silnie obsadzony turniej w Olsztynie zarówno w singlu i w deblu. W finale singla pokonał Maksima Krata 6:3, 6:3. W finale debla w parze z Pawłem Umbrasem pokonał gdyńską parę Bem/Pawlukiewicz 6:1, 6:4.

### 2005
8 sierpnia 2005 wystartował w kwalifikacjach turnieju International Championships of Silesia. Odpadł w pierwszej rundzie, pokonany przez Igora Soboltę 6:2, 1:6, 6:7(3).

### 2006
W styczniu 2006 otrzymał dziką kartę od organizatorów turnieju Magnolia Cup w Szczecinie. Przegrał w pierwszej rundzie z Polakiem Oliverem Andrzejczukiem. Wziął udział w turnieju Mamai-Sen Junior w Bukareszcie. Po udanym przejściu eliminacji dotarł do drugiej rundy, gdzie kreczował po pierwszym secie z Węgrem Atillą Tothem.
W Prokom Cup dotarł do ćwierćfinału. Przegrał z Czechem Jakubem Cymorkiem w trzech setach. Następnie wziął udział w dwóch turniejach w Słowenii, odpadając w pierwszych rundach. Podczas turnieju Mera Cup w Warszawie dotarł do półfinału, przegrywając z Rosjaninem Maksimem Kanakowem 7:6, 2:6, 3:6.
W turnieju Tarkett Junior Open w Belgii odpadł w drugiej rundzie. W listopadzie odbył tournée po Arabii Saudyjskiej. Niespodziewanie dotarł do dwóch finałów w Rijadzie. W pierwszym uległ Portugalczykowi Martinowi Truevie 6:3, 3:6, 5:7. W drugim wygrał z Amerykaninem Davidem Nguyenem 6:4, 6:3.

### 2007
Na początku roku wystartował w dwóch turniejach ITF w Indiach. W pierwszym, w Czandigarh, odpadł w ćwierćfinale z Rosjaninem Aleksym Tichonowem 6:4, 4:6, 2:6. Wygrał natomiast bardziej prestiżowy turniej w Nowym Delhi, wygrywając w finale z Tajem Kittiphongiem Wachiramanowongiem 3:6, 6:4, 6:3. W maju 2007 wygrał turniej Spring Bowl w St. Pölten w Austrii, w finale pokonując Australijczyka Marka Verrytha 6:2, 6:1.
Dotarł do ćwierćfinału turnieju Gerry Weber Junior Open. Dotarł do finału turnieju German Junior Open, gdzie, grając z Meksykaninem Caesarem Ramirezem, kreczował przy stanie 6:4, 1:6, 1:2. Wystartował w turnieju w Bad Gastein, gdzie przegrał w pierwszej rundzie.
Uzyskane wyniki pozwoliły mu wznieść się na 42. pozycję w juniorskim rankingu ITF i zakwalifikować się tymże do pierwszego wielkoszlemowego turnieju, US Open w Nowym Jorku w singlu i deblu.
W singlu, w pierwszej rundzie pokonał Czecha Jiříego Košlera 6:4, 7:5. W drugiej rundzie po trudnej walce pokonał Rosjanina Vladimira Zinyakowa 7:6(5), 3:6, 6:4. W trzeciej rundzie wygrał z Australijczykiem Bernardem Tomicem 7:5, 3:6, 6:3. W ćwierćfinale pokonał rozstawionego jako nr 5 kolejnego Australijczyka Grega Jonesa 3:6, 7:6(6), 6:3, skutecznie broniąc piłki meczowej Jonesa przy stanie 5:6 w tiebreaku. W półfinale pokonał rozstawionego jako nr 11 Włocha Thomasa Fabbiano 6:2, 6:7(2), 7:6(1), tym samym powtarzając osiągnięcie Marcina Gawrona, który dotarł do finału na juniorskim Wimbledonie w 2006. W finale Janowicz spotkał się z rozstawionym jako nr 15 Litwinem Ričardasem Berankisem, któremu uległ 3:6, 4:6. Pod koniec roku dotarł jeszcze do półfinału Orange Bowl, gdzie uległ rewelacji turnieju Grigorowi Dimitrowowi.

### 2008
Rozstawiony z numerem drugim w juniorskim Australian Open 2008, dotarł do ćwierćfinału, gdzie przegrał z turniejową dziesiątką, Yang Tsung-hua 5:7, 1:6.
Otrzymał „dziką kartę” od organizatorów turnieju KGHM Dialog Polish Indoors Wrocław 2008, rozgrywanego na przełomie stycznia i lutego. Odpadł w drugiej rundzie, ale w pierwszej sensacyjnie wyeliminował Nicolasa Mahuta.
Dzięki „dzikiej karcie” od organizatorów wystąpił również w turnieju Switzerland F3 Futures rozgrywanym w Vaduz. Dotarł do finału, w którym pokonał rozstawionego z numerem trzecim Andreę Stoppiniego 7:6(4), 6:4, wygrywając pierwszy w karierze turniej seniorski.
W juniorskim French Open Polak był rozstawiony z numerem dwunastym. W pierwszej rundzie zmierzył się z Rosjaninem Aleksandrem Łobkowem, który skreczował przy stanie 6:1, 2:0, w drugiej rundzie zwyciężył Chorwata Marina Draganję 6:4, 6:4, w kolejnym spotkaniu pokonał Francuza Antoine Fereta 6:7, 7:5, 7:5, w ćwierćfinale wygrał z Bułgarem Grigorem Dimitrowem (nr 14) 6:4, 3:6, 6:3, zaś w półfinale zwyciężył Argentyńczyka Guido Pellę 6:4, 6:4. W finale zmierzył się z Yang Tsung-hua z Tajwanu. Mecz zakończył się porażką Janowicza 3:6, 6:7(5).
W lipcu Janowicz zadebiutował w reprezentacji Polski w Pucharze Davisa, gdzie pokonał utytułowanego Maksa Mirnego, czym przyczynił się do niespodziewanego zwycięstwa 4:1 nad wyżej notowaną Białorusią. W sierpniu zwyciężył w turnieju rangi ITF Men’s Circuit rozgrywanym w Olsztynie zarówno w zawodach gry pojedynczej, jak i rozgrywkach gry podwójnej. We wrześniu dzięki dzikiej karcie uczestniczył w turnieju Pekao Open 2008 o randze challengera, rozgrywanym na kortach ziemnych w Szczecinie. Dotarł w nim do półfinału.
Sezon 2008 zakończył na 335. miejscu w rankingu ATP.

### 2009
W lutym Janowicz wystąpił w rozgrywkach rangi 250 Series w Marsylii. Polak pomyślnie przebrnął przez trzy etapy kwalifikacji, ale odpadł już w pierwszej rundzie turnieju głównego z Andreasem Seppim, przegrywając w trzech setach 6:7(5), 6:3, 6:7(3). Następnie wziął udział w kilku europejskich challengerach, odpadając najpóźniej w pierwszej rundzie zmagań. Dalej zaszedł dopiero na ojczystej ziemi – osiągnął ćwierćfinał w Bytomiu oraz półfinał w Poznaniu, odpowiednio w czerwcu i lipcu.
W turnieju rangi 500 Series w Waszyngtonie odpadł w pierwszej rundzie – w trzysetowym pojedynku lepszy od Polaka okazał się Marc Gicquel. Podczas US Open nie zdołał przejść eliminacji, gdzie w trzeciej rundzie przegrał z Hindusem Somdewem Devvarmanem 3:6, 2:6.
W październiku wystąpił w dwóch turniejach kategorii 250 Series w Sztokholmie i Lyonie – w obu musiał uznać wyższość rywali podczas trzeciej rundy eliminacyjnej. Pod koniec roku zaliczył jeszcze dwa występy w rozgrywkach rangi challenger w Bratysławie, gdzie przegrał w drugiej rundzie z Michaelem Berrerem 3:6, 6:3, 2:6 oraz w Helsinkach, gdzie jego pogromcą w trzeciej rundzie eliminacji okazał się Rosjanin Ilya Belyaev.
Sezon 2009 zakończył na 319. miejscu w rankingu ATP.

### 2010
W turnieju rangi 250 Series w Zagrzebiu Janowicz odpadł w drugiej rundzie kwalifikacji z Belgiem Rubenem Bemelmansem, przegrywając w dwóch setach 3:6, 4:6. W lutym wygrał niewielki turniej Azerbeijan F2 Futures, rozgrywany w Baku, natomiast na początku czerwca okazał się najlepszy w koszalińskim Poland F3 Futures. Tydzień później w rywalizacji futuresowej (F4) w Gliwicach zdołał dotrzeć do finału. W dwóch kolejnych turniejach rangi challenger w Bytomiu oraz Scheveningen kończył rywalizację w ćwierćfinale.
W Bastad pomyślnie przeszedł przez eliminacje, lecz w pierwszej rundzie turnieju głównego nie zdołał pokonać reprezentanta gospodarzy Ervina Eleskovica. We włoskim challengerze rozgrywanym w Trani, Janowicz osiągnął ćwierćfinał, przegrywając w swoim trzecim meczu z Portugalczykiem Leonardo Tavaresem. Występu w US Open Polak nie mógł zaliczyć do udanych, jako że odpadł już w drugiej rundzie kwalifikacji z Andreasem Haider-Maurerem.
We wrześniu Polak zwyciężył w challengerze rozgrywanym w Saint-Rémy, w finale pokonując Édouarda Rogera-Vasselina 3:6, 7:6(8), 7:6(6). W październiku z kolei okazał się najlepszy podczas białoruskiego futuresa (F3), a tydzień później dotarł do finału turnieju F4. Na koniec sezonu Janowicz zaliczył całkiem udany występ podczas challengera w Salzburgu, gdzie w finale przegrał z reprezentantem Irlandii Conorem Nilandem 6:7(5), 7:6(2), 3:6.
Sezon 2010 zakończył na 161. miejscu w rankingu ATP.

### 2011
Rok ten zainaugurował wielkoszlemowym Australian Open, ale został wyeliminowany już w drugiej rundzie kwalifikacji przez Bobby’ego Reynoldsa w trzech setach 2:6, 6:2, 11:13. Jeszcze w styczniu Polak wystartował w challengerze w Courmayeur i dotarł tam do półfinału, odpadając w potyczce z luksemburskim tenisistą Gilles’em Müllerem. W kwietniowym turnieju rangi 250 Series w Monachium Polak przegrał mecz w drugiej rundzie eliminacji z Martinem Fischerem 6:7(5), 3:6.
Na kortach Rolanda Garrosa pożegnał się z turniejem już w pierwszej rundzie kwalifikacji, po przegranym meczu z Denisem Gremelmayrem 5:7, 6:3, 4:6. Podczas Wimbledonu zdołał natomiast dotrzeć do trzeciej rundy eliminacji, tam jednak ponownie natrafił na Martina Fischera i przegrał z nim pięciosetowy mecz 4:6, 7:6(5), 6:4, 3:6, 6:8.
W lipcu wystąpił w poznańskim challengerze. Polak przegrał dopiero w finale, w meczu z Rui Machado 3:6, 3:6. W rozgrywkach kategorii 250 Series w Kitzbühel przeszedł przez trzy rundy eliminacji i odpadł w pierwszej rundzie turnieju głównego z João Souzą 3:6, 6:4, 6:7(3). W US Open przegrał w pierwszej rundzie eliminacji z Holendrem Matwe Middelkoopem 3:6, 7:6(5), 1:6.
W październiku wystąpił w kwalifikacjach do dwóch turniejów rangi 250 Series – w Sztokholmie odpadł w pierwszej, a w Wiedniu w drugiej rundzie kwalifikacji. Pod koniec roku Janowicz wziął udział w trzech challengerach w Eckental, Ortisei oraz Salzburgu i za każdym razem odpadał w drugiej rundzie turnieju głównego.
Sezon 2011 zakończył na 221. miejscu w rankingu ATP.

### 2012
Pod koniec lutego Janowicz dotarł do półfinału challengera w Wolfsburgu, przegrywając w meczu o zwycięstwo z Holendrem Igorem Sijslingiem 6:4, 3:6, 6:7(9). W turnieju kategorii 500 Series w Barcelonie uległ w drugiej rundzie eliminacji Serhijowi Bubce 6:2, 3:6, 4:6. W maju zwyciężył w rzymskim challengerze, pokonując w meczu finałowym Gilles’a Müllera 7:6(3), 6:3.
Podczas French Open Polak nie zakwalifikował się do turnieju głównego, przegrywając w trzeciej rundzie eliminacji z Igorem Sijslingiem 4:6, 6:3, 4:6. Sztuka ta udała się mu natomiast na kortach Wimbledonu. Po kwalifikacjach bez straty seta, Jerzy pokonał Simone Bolellego oraz Ernestsa Gulbisa. Zwycięską passę Polaka zatrzymał dopiero Florian Mayer – Jerzy nie wykorzystał dwóch piłek meczowych w ostatnim secie i ostatecznie przegrał 6:7(5), 6:3, 6:2, 3:6, 5:7.
W lipcu wystartował w holenderskim challengerze, rozgrywanym na kortach w Scheveningen. Rozstawiony z numerem pierwszym Polak stracił tylko jednego seta w całym turnieju, a w finale pokonał reprezentanta gospodarzy Matwe Middelkoopa 6:2, 6:2. Zwycięstwo w tym turnieju dało mu awans do pierwszej setki rankingu ATP (dokładnie 87. lokatę). Identyczny rezultat jak w Holandii uzyskał w Poznaniu, gdzie ze zwycięstwa cieszył się po meczu z Jonathanem Dasnieres de Veigy. Triumf ten pozwolił mu awansować na jeszcze wyższe, 82. miejsce w rankingu. Na tym turnieju wyrównał należący do Ivo Karlovicia oficjalny rekord świata w szybkości serwisu – 251 km/h.
Podczas US Open Janowicz odpadł w pierwszej rundzie, przegrywając 2:6, 6:7(8), 6:3, 3:6 z grającym dzięki dzikiej karcie, notowanym w rankingu ATP o około tysiąc pozycji niżej od niego Dennisem Novikovem.
W październiku doszedł do ćwierćfinału turnieju w Moskwie, wygrywając kolejno z Benjaminem Beckerem 7:6(6), 6:3 i Carlosem Berlocqiem 6:3, 6:4. W walce o awans do półfinału przegrał z Brazylijczykiem Thomazem Belluccim 4:6, 6:7(3).
Na przełomie października i listopada wystartował w kwalifikacjach do turnieju ATP World Tour Masters 1000 w Paryżu. Pokonał w nich kolejno Dmitrija Tursunowa 6:2, 6:4 i Florenta Serrę również 6:2, 6:4, dzięki czemu dostał się do turnieju głównego. W pierwszej rundzie zawodów wyeliminował Philippa Kohlschreibera 7:6(5), 6:4, a w drugiej Marina Čilicia 7:6(6), 6:2. W trzeciej rundzie jego przeciwnikiem był tegoroczny zwycięzca US Open, finalista Wimbledonu i mistrz olimpijski z Londynu, Szkot Andy Murray. Polak obronił w drugim secie przy stanie 4:5 piłkę meczową, a następnie zwyciężył z trzecim tenisistą rankingu ATP w trzech setach: 5:7, 7:6(4), 6:2. W ćwierćfinale naprzeciw Jerzego Janowicza stanął Janko Tipsarević, który skreczował przy stanie 3:6, 6:1, 4:1 i 40:0 w szóstym gemie przy podaniu Polaka. Półfinałowym rywalem Janowicza był reprezentant gospodarzy, Gilles Simon, którego Polak pokonał 6:4, 7:5. W finale zmierzył się z Davidem Ferrerem, któremu uległ wynikiem 4:6, 3:6.
Sezon 2012 zakończył na 26. miejscu w rankingu ATP.

### 2013
Sezon 2013 rozpoczął od udziału w turnieju w Auckland. W pierwszej rundzie przegrał z wynikiem 6:4, 6:7(5), 4:6 z Brianem Bakerem. Następnie grał w zawodach singlowych podczas Australian Open, gdzie rozstawiony był z numerem dwudziestym czwartym. W pierwszej rundzie pokonał Simone’a Bolelliego 7:5, 6:4, 6:3. W kolejnym, ponad czterogodzinnym meczu zwyciężył z Somdevem Devvarmanem 6:7(10), 3:6, 6:1, 6:0, 7:5. W trzeciej rundzie przegrał z wyżej notowanym Nicolásem Almagro 6:7(3), 6:7(4), 1:6. W zawodach deblowych występował razem z Tomaszem Bednarkiem. Para odpadła w drugiej rundzie po porażce z Davidem Marrero i Fernando Verdasco.
W lutym zagrał w turnieju w rangi ATP World Tour 250 w Marsylii, gdzie pokonawszy kolejno Lukáša Rosola i Juliena Benneteau przegrał w ćwierćfinale z Tomášem Berdychem. W marcu Janowicz wziął udział w dwóch turniejach ATP World Tour Masters 1000. W Indian Wells dotarł do trzeciej rundy, wygrywając z Davidem Nalbandianem i przegrywając z rozstawionym z numerem dziesiątym Richardem Gasquetem. W grze podwójnej Polak w parze z Treatem Hueyem dotarł do finału, w którym ulegli braciom Bobowi i Mike’owi Bryanom. Udział Janowicza w turnieju w Miami zakończył się po pierwszym meczu, w którym przegrał z Thomazem Belluccim. Porażki w swoich pierwszych meczach zaliczył też w Monte Carlo (uległ Kevinowi Andersonowi) oraz w Barcelonie (przegrana z Albertem Ramosem-Viñolasem).
W Madrycie Janowicz pokonał w pierwszej rundzie wyżej notowanego Sama Querreya, by ulec w drugiej rundzie ponownie Tomášowi Berdychowi. Na kortach ziemnych w Rzymie najpierw rozprawił się z Santiago Giraldo, następnie pokonał dwóch tenisistów z pierwszej dziesiątki rankingu: Jo-Wilfrieda Tsongę oraz Richarda Gasqueta. W ćwierćfinale trafił na Rogera Federera, z którym przegrał 4:6, 6:7(2). Na French Open odpadł w trzeciej rundzie singla po przegranej ze Stanislasem Wawrinką, pokonawszy uprzednio Alberta Ramosa oraz Robina Haase. W grze podwójnej w parze z Tomaszem Bednarkiem dotarł do ćwierćfinału.
Okres gry na kortach trawiastych rozpoczął na turnieju w Halle. Janowicz przegrał w pierwszej rundzie ze szczęśliwym przegranym, Mirzą Bašiciem. Na Wimbledonie, jako pierwszy Polak w historii, osiągnął półfinał turnieju wielkoszlemowego, wygrywając kolejno z Kyle’em Edmundem, Radkiem Štěpánkiem, Nicolásem Almagro oraz po pięciosetowym boju z Jürgenem Melzerem. W ćwierćfinale wygrał w pojedynku z Łukaszem Kubotem 7:5, 6:4, 6:4. W meczu o finał pokonał go Andy Murray, z którym Polak przegrał 7:6(2), 4:6, 4:6, 3:6.
Podczas kolejnego turnieju w Hamburgu Janowicz pokonał Robina Haase, kreczując w następnym meczu z Fernando Verdasco z powodu kontuzji bicepsa. Okres przygotowawczy do US Open rozpoczął turniejem w Montrealu, w którym, pokonawszy Juliena Benneteau i Franka Dancevica, w trzeciej rundzie przegrał z późniejszym triumfatorem turnieju Rafaelem Nadalem. Niepowodzeniem zakończył się start w turnieju w Cincinnati, gdzie już w pierwszej rundzie Polak został pokonany przez Jamesa Blake’a. W rozgrywkach singlowych na US Open Janowicz uległ w pierwszej rundzie kwalifikantowi Máximo Gonzálezowi 4:6, 4:6, 2:6.
W październiku awansował do ćwierćfinału zawodów w Sztokholmie, w którym przegrał z Ernestsem Gulbisem 5:7, 6:4, 3:6. Następnie osiągnął ćwierćfinał w Walencji, ulegając najwyżej rozstawionemu Davidowi Ferrerowi 4:6, 6:4, 0:6. Ostatnim turniejem Janowicza w roku 2013 były zawody w Paryżu. W trzeciej rundzie nie sprostał Nadalowi.
Sezon 2013 zakończył na 21. miejscu w rankingu ATP.

### 2014
Sezon 2014 miał rozpocząć od startu w Pucharze Hopmana, z którego ostatecznie się wycofał, uzasadniając decyzję obawą o odnowienie urazu stopy. Pierwszym turniejem Janowicza, w którym wziął udział w 2014 roku, były zawody w Sydney. Zarówno w singlu, jak i w deblu przegrał swoje pierwsze mecze. Następnie, jako rozstawiony z numerem dwudziestym, grał w zawodach singlowych podczas Australian Open. W pierwszej rundzie pokonał Jordana Thompsona 1:6, 4:6, 6:4, 6:2, 6:1. W drugiej rundzie zwyciężył z Pablem Andújarem 4:6, 7:6(3), 7:6(5), 6:3. W trzeciej rundzie przegrał z Florianem Mayerem 7:5, 6:2, 6:2. Brał udział w konfrontacji Pucharu Davisa przeciwko Rosji, zakończonym zwycięstwem Polski 3:2.
W lutym wziął udział w zawodach w Montpellier, gdzie awansował do półfinału. Przegrał w nim z Richardem Gasquetem w dwóch setach zakończonych tie-breakami. W Rotterdamie Polak osiągnął ćwierćfinał, w którym uległ Tomášowi Berdychowi w trzech setach. W turniejach ATP World Tour Masters 1000 w Indian Wells i Miami Janowicz odpadał po spotkaniach drugiej rundy. W kwietniu grał w przegranym przez Polskę meczu Pucharu Davisa decydującym o awansie do baraży o Grupę Światową.
Okres gry na nawierzchni ceglanej rozpoczął w Monte Carlo od porażki w pierwszej rundzie z kwalifikantem Michaëlem Llodrą. W swoim pierwszym meczu przegrał też w Barcelonie z Jürgenem Melzerem. W Madrycie w pierwszej rundzie pokonał go Ernests Gulbis, zaś w Rzymie – Philipp Kohlschreiber. Udział we French Open zakończył po trzecim meczu, przegranym 4:6, 4:6, 3:6 z Jo-Wilfriedem Tsongą.
Na kortach trawiastych w Halle Janowicz przegrał w pierwszej rundzie z Pierre’em-Huguesem Herbertem. Podczas Wimbledonu Polak stoczył trzy pięciosetowe pojedynki, z Somdevem Devvarmanem, Lleytonem Hewittem oraz, przegrany, z Tommym Robredo.
W Båstad w pojedynku z Dušanem Lajoviciem Jerzy Janowicz skreczował przy stanie 3:6, 1:1. W Hamburgu pokonał w pierwszej rundzie Alberta Ramosa-Viñolasa, by następnie ulec Ołeksandrowi Dołhopołowowi. W Toronto ponownie przegrał w pierwszej rundzie, tym razem z Peterem Polansky’m. W Cincinnati tenisista pokonał Tejmuraza Gabaszwilego i rozstawionego Grigora Dimitrowa, a następnie został pokonany przez Juliena Benneteau. W Winston-Salem Polak doszedł do finału, pokonując m.in. rozstawionych João Sousę i Édouarda Rogera-Vasselina. W meczu mistrzowskim przegrał 6:3, 6:7(3), 5:7 z Lukášem Rosolem. Na US Open w drugiej rundzie pokonał go Kevin Anderson.
W Metzu Janowicz awansował do ćwierćfinału, ulegając w nim 3:6, 4:6 Gaëlowi Monfilsowi. W Pekinie w pierwszej rundzie pokonał go Andy Murray. Brytyjczyk zwyciężył także w meczu drugiej rundy w Szanghaju. W Bazylei w pierwszym meczu Denis Istomin pokonał Polaka, oddając mu dwa gemy. Pod koniec sezonu Janowicz uległ jeszcze w pierwszym meczu w Paryżu Samowi Querreyowi.
Sezon 2014 zakończył na 43. miejscu w rankingu ATP.

### 2015
Jerzy Janowicz sezon 2015 rozpoczął od udziału razem z Agnieszką Radwańską w rozgrywkach Pucharu Hopmana. Reprezentanci Polski wygrali dwa mecze rundy grupowej, a w finale pokonali reprezentantów Stanów Zjednoczonych wynikiem 2-1. W decydującym meczu w mikście Polacy pokonali Serenę Williams i Johna Isnera 7:5, 6:3. W Sydney pokonał Nicka Kyrgiosa, a później został zwyciężony przez Leonarda Mayera. Podczas Australian Open pokonał szczęśliwego przegranego Hiroki Moriyę i Gaëla Monfilsa. W trzeciej rundzie przegrał 6:7(6), 4:6, 6:7(3) z Felicianem Lópezem.
Następnie wziął udział w turnieju Open Sud de France (ATP 250), w którym wygrał mecze z takimi zawodnikami, jak Gilles Simon, Joao Sousa, Dustin Brown i Benoît Paire, ulegając w finale Richardowi Gasquetowi. Janowicz przegrał mecze w pierwszych rundach kolejnych turniejów w Marsylii (z Davidem Goffinem) oraz w Indian Wells (z Diegiem Schwartzmanem).
Sezon na kortach ziemnych Janowicz rozpoczął podczas turnieju w Miami, gdzie doszedł do trzeciej rundy, w której uległ Davidowi Goffinowi. Janowicz przegrał mecze otwarcia kolejnych turniejów w Monako (z Fabio Fogninim), Madrycie (z João Sousą) oraz w Rzymie (z Grigorem Dimitrovem). Wielkoszlemowy turniej Rolanda Garrosa zakończył w drugiej rundzie (przegrał z Leonardo Mayerem).
Na trawie zagrał w Halle (przegrał w ćwierćfinale z Keim Nishikorim) oraz na Wimbledonie, z którego odpadł już w pierwszej rundzie po meczu z Marselem İlhanem.
Janowicz doszedł następnie do II rundy na turniejach w Båstad oraz w Hamburgu. W Montrealu przegrał mecz otwarcia, z kolei w Cincinnati doszedł do III rundy ulegając Ołeksandrowi Dołhopołowowi. W Winston-Salem uległ w III rundzie późniejszemu triumfatorowi, Kevinowi Andersonowi. Rozgrywki na US Open zakończył już w pierwszej rundzie po przegranej z Pablo Carreño-Bustą.
Na jesieni Janowicz doszedł do II rundy na St. Petersburg Open 2015 oraz w Wiedniu. Po wygranych kwalifikacjach do turnieju w Bazylei przegrał w meczu otwarcia. Nie zakwalifikował się do turnieju głównego w Paryżu.
W 2015 roku Janowicz wystartował w turniejach z cyklu ATP Challenger Tour w Irving (porażka w II rundzie) oraz w Orleanie, gdzie w finale przegrał z Janem-Lennardem Struffem.

### 2016
Sezon 2016 otwiera przegrana Janowicza w meczu pierwszej rundy Australian Open z Johnem Isnerem – 3:6, 6:7(7), 3:6.
W wyniku kontuzji kolana, Janowicz nie brał udziału w rozgrywkach przez większość sezonu, spadając w rankingu ATP na poz. 247 (29 sierpnia 2016).
Jerzy Janowicz powrócił na kort dopiero w lipcu w hiszpańskiej Segovii na turnieju w ramach ATP Challenger Tour, gdzie przegrał w pierwszej rundzie z Lucą Vannim 6:2, 6:7(3), 5:7. Korzystając z instytucji „zamrożonego rankingu” zakwalifikował się do udziału w turnieju tenisowym na Igrzyskach Olimpijskich w Rio de Janeiro, gdzie również w pierwszej rundzie uległ Gillesowi Müllerowi 7:5, 1:6, 6:7(10).
Pierwszy sukces w turnieju w tym sezonie odniósł dopiero w challengerze w Meerbusch, gdzie wygrał dwa mecze i został pokonany w ćwierćfinale przez Clementa Geensa. Na US Open przegrał mecz pierwszej rundy z obrońcą tytułu i liderem rankingu ATP Novakiem Đokoviciem 3:6, 7:5, 2:6, 1:6.
W sierpniu 2016 Janowicz zakończył współpracę z Kimem Tiilikainenem, który był jego trenerem od 2009 r.
Na początku września wygrał challenger w Genui (125 punktów w rankingu ATP), pokonując w finale Nicolása Almagro 7:6(5), 6:4. Na drodze do finału wygrał mecze z Carlosem Berlocqiem, Gianlucą Magerem, Horacio Zeballosem i Lorenzo Sonegio. Po tym sukcesie awansował o 81 pozycji na 166. miejsce w rankingu ATP. W tym samym miesiącu wziął udział w challengerze w Szczecinie. Turniej ten, rozpoczęty od wygranej w meczu pierwszej rundy z Nikolozem Basilaszwilim 7:5, 7:6(5), Janowicz zakończył w drugiej rundzie przegrywając ze Stefano Napolitano (6:3, 6:7(2), 4:6). W ostatnim tygodniu września Janowicz wziął udział w challengerze w Orleanie, w którym bronił punktów za finał z 2015 r. Odpadł już w pierwszej rundzie po meczu z Tommym Robredo, który przegrał 6:3, 3:6, 5:7.
W październiku Janowicz brał udział w challengerze w Mons. W meczu pierwszej rundy wygrał z Lukášem Lacko 6:4, 6:4, a turniej zakończył w II rundzie porażką z Ričardasem Berankisem – 5:7, 6:7(4).

### 2017
W styczniu Janowicz wziął udział w kwalifikacjach do turnieju w Auckland. Po wygranej w pierwszej rundzie z Krisjanisem Stabinsem 6:4, 6:4, przegrał w drugiej rundzie z Michaelem Mmohem 6:7(3), 3:6. Udział w Australian Open zakończył już w pierwszej rundzie po pięciosetowym pojedynku z rozstawionym z nr 7 Marinem Čilićem 6:4, 6:4, 2:6, 2:6, 3:6. W tym samym miesiącu wystartował jeszcze w challengerze w Quimper we Francji. W pierwszej rundzie pokonał Yannika Reutera 6:2, 6:2. Turniej zakończył w drugiej rundzie przegraną z Adrianem Mannarino 4:6, 6:3, 4:6.
W lutym wziął udział w Sofii, gdzie po zwycięstwie w pierwszej rundzie z Dudim Selą 6:4 6:4, przegrał w drugiej rundzie z Grigorem Dimitrowem 6:4, 3:6, 5:7. Następnie wygrał zawody cyklu ATP Challenger Tour w Bergamo. Na drodze do tytułu pokonał Maximiliana Marterera 6:3, 6:4, Mirzę Bašicia 7:6(4), 6:2, Egora Gerasimova 6:7(1), 6:3, 7:5, Filipa Krajinovicia 6:3, 6:3 oraz Quentina Halysa 6:4, 6:4. Następnie wziął udział w turnieju Wrocław Open, w którym w pierwszej rundzie wygrał z Markiem Jalovcem 6:4, 6:2, a w drugiej rundzie przegrał z Jürgenem Melzerem 5:7, 6:7(6). Kolejnymi zawodami, w których wystartował Janowicz był turniej w Guadalajarze, w którym dotarł do półfinału. Wygrał z Samem Grothem 6:3, 6:7(3), 6:1, Federikiem Corią 6:2, 6:1 i z Tennysem Sandgrenem 6:4, 6:2, a turniej zakończył przegraną z Denisem Shapovalovem 6:4, 3:6, 6:7(4).
Po przerwie spowodowanej kontuzją powrócił do rozgrywek na kortach ziemnych. W kwalifikacjach do turnieju w Monachium wygrał z Matthiasem Bachingerem 6:4, 4:6, 6:3, a następnie uległ Cedrikowi-Marcelowi Stebe 6:7(10), 2:6. Wystartował również w kwalifikacjach do turnieju w Madrycie, w których w pierwszej rundzie uległ Pierre'owi-Huguesowi Herbertowi 6:7(6), 2:6. Start w wielkoszlemowym French Open zakończył w pierwszej rundzie, porażką z Taro Danielem 4:6, 4:6, 4:6.
W czerwcu wystartował w turnieju ATP Challenger Tour w Prościejowie. W meczu pierwszej rundy przegrał z Tommym Robredo 6:3, 4:6, 6:7(4).
Sezon na kortach trawiastych rozpoczyna w Stuttgarcie. W meczu I rundy wygrał z Andriejem Kuzniecowem 6:4, 3:6, 6:3. W II rundzie pokonał rozstawionego z numerem 2. Grigora Dimitrowa 7:6(4), 6:3. W ćwierćfinale przegrał z Benoîtem Pairem 1:6, 6:7(4). Następnie zgłosił się do kwalifikacji w Eastbourne, z których odpadł w pierwszej rundzie, po przegranej z Frankiem Škugorem 6:7(3), 6:7(5).
Po raz ostatni skorzystał z opcji chronionego rankingu, gwarantując sobie udział w turnieju głównym Wimbledonu. W pierwszej rundzie wygrał z grającym z dziką kartą Denisem Shapovalovem 6:4, 6:3, 3:6, 7:6(2). W II rundzie pokonał rozstawionego z numerem 14. Lucasa Pouille 7:6(4), 7:6(4), 3:6, 6:1. Udział w mistrzostwach zakończył w III rundzie, przegrywając z Benoîtem Pairem 2:6, 6:7(3), 3:6.
Następnie Janowicz brał udział w zawodach ATP Challenger Tour w Brunszwiku, gdzie dotarł do ćwierćfinału. W pierwszej rundzie wygrał z Uladzimirem Ignatikiem 6:4, 6:4, a w drugiej rundzie pokonał Gastão Eliasa 6:4, 7:6(4). W ćwierćfinale przegrał z Oscarem Otte 6:4, 5:7, 4:6.

### Finały w turniejach ATP World Tour
| Legenda                                      |
| -------------------------------------------- |
| Wielki Szlem                                 |
| Igrzyska olimpijskie                         |
| Tennis Masters Cup / ATP Finals              |
| ATP Masters Series / ATP Tour Masters 1000   |
| ATP International Series Gold / ATP Tour 500 |
| ATP International Series / ATP Tour 250      |

#### Gra pojedyncza (0–3)
| Końcowy wynik | Nr | Data             | Turniej       | Nawierzchnia  | Przeciwnik      | Wynik finału     |
| ------------- | -- | ---------------- | ------------- | ------------- | --------------- | ---------------- |
| Finalista     | 1. | 4 listopada 2012 | Paryż         | Twarda (hala) | David Ferrer    | 4:6, 3:6         |
| Finalista     | 2. | 23 sierpnia 2014 | Winston-Salem | Twarda        | Lukáš Rosol     | 6:3, 6:7(3), 5:7 |
| Finalista     | 3. | 8 lutego 2015    | Montpellier   | Twarda (hala) | Richard Gasquet | 0:3 krecz        |

#### Gra podwójna (0–1)
| Końcowy wynik | Nr | Data          | Turniej      | Nawierzchnia | Partner    | Przeciwnicy          | Wynik finału   |
| ------------- | -- | ------------- | ------------ | ------------ | ---------- | -------------------- | -------------- |
| Finalista     | 1. | 17 marca 2013 | Indian Wells | Twarda       | Treat Huey | Bob Bryan Mike Bryan | 3:6, 6:3, 6–10 |

## Osiągnięcia w turniejach Wielkiego Szlema i ATP World Tour Masters 1000
Legenda
     W, wygrał turniej
     F, przegrał w finale
     SF, przegrał w półfinale
     QF, przegrał w ćwierćfinale
     4R, 3R, 2R, 1R, przegrał w IV, III, II, I rundzie
     LQ, odpadł w kwalifikacjach
     RR, odpadł w rundzie grupowej
     A, nie startował
     Q, dostał się przez kwalifikacje

### Gra pojedyncza
| Wielki Szlem                         |       |       |       |       |       |       |       |       |       |        |       |
| Australian Open                      | –     | –     | 2Q    | –     | 3R    | 3R    | 3R    | 1R    | 1R    | 0 / 5  | 6–4   |
| French Open                          | –     | –     | 1Q    | 3Q    | 3R    | 3R    | 2R    | –     | 1R    | 0 / 4  | 5–4   |
| Wimbledon                            | –     | –     | 3Q    | 3RQ   | SF    | 3R    | 1R    | –     | 3R    | 0 / 4  | 9–4   |
| US Open                              | 3Q    | 2Q    | 1Q    | 1R    | 1R    | 2R    | 1R    | 1R    |       | 0 / 5  | 1–4   |
| Wygrane turnieje                     | 0 / 0 | 0 / 0 | 0 / 0 | 0 / 2 | 0 / 4 | 0 / 4 | 0 / 4 | 0 / 2 | 0 / 2 | 0 / 18 | N/A   |
| Bilans spotkań                       | 0–0   | 0–0   | 0–0   | 2–2   | 9–4   | 7–4   | 3–4   | 0–2   | 0–2   | N/A    | 21–18 |
| ATP World Tour Finals                |       |       |       |       |       |       |       |       |       |        |       |
| ATP World Tour Finals                | –     | –     | –     | –     | –     | –     | –     | –     |       | 0 / 0  | 0–0   |
| Turnieje ATP World Tour Masters 1000 |       |       |       |       |       |       |       |       |       |        |       |
| Indian Wells                         | –     | –     | –     | –     | 3R    | 2R    | 1R    | –     | –     | 0 / 3  | 1–3   |
| Miami                                | –     | –     | –     | –     | 2R    | 2R    | 3R    | –     | –     | 0 / 3  | 2–3   |
| Monte Carlo                          | –     | –     | –     | –     | 1R    | 1R    | 1R    | –     | –     | 0 / 3  | 0–3   |
| Madryt                               | –     | –     | –     | –     | 2R    | 1R    | 1R    | –     | 1Q    | 0 / 3  | 1–3   |
| Rzym                                 | –     | –     | –     | –     | QF    | 1R    | 1R    | –     | –     | 0 / 3  | 3–3   |
| Kanada                               | –     | –     | –     | –     | 3R    | 1R    | 1R    | –     |       | 0 / 3  | 2–3   |
| Cincinnati                           | –     | –     | –     | 2Q    | 1R    | 3R    | 3R    | –     |       | 0 / 3  | 4–3   |
| Szanghaj                             | –     | –     | –     | –     | –     | 2R    | –     | –     |       | 0 / 1  | 1–1   |
| Paryż                                | –     | –     | –     | FQ    | 3R    | 1R    | 2Q    | –     |       | 0 / 3  | 6–3   |
| Wygrane turnieje                     | 0 / 0 | 0 / 0 | 0 / 0 | 0 / 1 | 0 / 8 | 0 / 9 | 0 / 7 | 0 / 0 | 0 / 0 | 0 / 25 | N/A   |
| Bilans spotkań                       | 0–0   | 0–0   | 0–0   | 5–1   | 8–8   | 3–9   | 4–7   | 0–0   | 0–0   | N/A    | 20–25 |
| Ranking na koniec sezonu             |       |       |       |       |       |       |       |       |       |        |       |
|                                      | 319   | 161   | 221   | 26    | 21    | 43    | 57    | 280   |       | N/A    | N/A   |

## Finały wielkoszlemowych turniejów juniorskich

### Gra pojedyncza
| Końcowy wynik | Nr | Data            | Turniej     | Nawierzchnia | Przeciwnik        | Wynik finału |
| Finalista     | 1. | 9 września 2007 | US Open     | Twarda       | Ričardas Berankis | 3:6, 4:6     |
| Finalista     | 2. | 8 czerwca 2008  | French Open | Ceglana      | Yang Tsung-hua    | 3:6, 6:7(5)  |

## Wygrane turnieje rangi Futures i Challengers

### Gra pojedyncza
|     | Data       | Turniej      | Kat.       | Naw.   | Finalista                   | Wynik               |
| 1.  | 16/03/2008 | Vaduz        | Futures    | dywan  | Andrea Stoppini             | 7:6(4), 6:4         |
| 2.  | 24/08/2008 | Olsztyn      | Futures    | ziemna | Marcin Gawron               | 6:4, 6:2            |
| 3.  | 07/09/2008 | Wrocław      | Futures    | ziemna | Marcin Gawron               | 7:6(3), 6:2         |
| 4.  | 17/05/2009 | Most         | Futures    | ziemna | Michal Tabara               | 6:4, 2:6, 7:6(3)    |
| 5.  | 27/02/2010 | Baku         | Futures    | dywan  | Michaił Ledowskich          | 6:4, 7:6(3)         |
| 6.  | 06/06/2010 | Koszalin     | Futures    | ziemna | Adrián García               | 6:7(2), 6:3, 6:3    |
| 7.  | 12/09/2010 | Saint-Rémy   | Challenger | twarda | Édouard Roger-Vasselin      | 3:6, 7:6(8), 7:6(6) |
| 8.  | 12/05/2012 | Rzym         | Challenger | ziemna | Gilles Müller               | 7:6(3), 6:3         |
| 9.  | 15/07/2012 | Scheveningen | Challenger | ziemna | Matwé Middelkoop            | 6:2, 6:2            |
| 10. | 22/07/2012 | Poznań       | Challenger | ziemna | Jonathan Dasnières de Veigy | 6:3, 6:3            |
| 11. | 11/09/2016 | Genua        | Challenger | ziemna | Nicolás Almagro             | 7:6, 6:4            |
| 12. | 26/02/2017 | Bergamo      | Challenger | twarda | Quentin Halys               | 6:4, 6:4            |

## Bilans spotkań przeciwko pierwszej dziesiątce rankingu ATP
Bilans spotkań w turniejach ATP World Tour i rozgrywkach Pucharu Davisa przeciwko zawodnikom klasyfikowanym w pierwszej dziesiątce rankingu (stan na 29 czerwca 2015).
| Tenisista                                                       | Liczba meczów | Wygrane:przegrane | Lista spotkań |
| --------------------------------------------------------------- | ------------- | ----------------- | --- |
| Tenisiści sklasyfikowani najwyżej na 1. miejscu w rankingu ATP  |               |                   | |
| Rafael Nadal                                                    | 2             | 0:2               | Lista meczów przeciwko R. Nadalowi: - Montreal, 8 sierpnia 2013 – 6:7(6), 4:6 - Paryż, 31 października 2013 – 5:7, 4:6 |
| Novak Đoković                                                   | 1             | 0:1               | Lista meczów przeciwko N. Đokoviciowi: - US Open, 29 sierpnia 2016 – 3:6, 7:5, 2:6, 1:6 |
| Lleyton Hewitt                                                  | 1             | 1:0               | Lista meczów przeciwko L. Hewittowi: - Wimbledon, 27 czerwca 2014 – 7:5, 6:4, 6:7(7), 4:6, 6:3 |
| Roger Federer                                                   | 1             | 0:1               | Lista meczów przeciwko R. Federerowi: - Rzym, maj 2013 – 4:6, 6:7(2) |
| Tenisiści sklasyfikowani najwyżej na 2. miejscu w rankingu ATP  |               |                   | |
| Andy Murray                                                     | 5             | 1:4               | Lista meczów przeciwko A. Murrayowi: - Puchar Davisa, wrzesień 2009 – 3:6, 4:6, 3:6 - Paryż, listopad 2012 – 5:7, 7:6(4), 6:2 - Wimbledon, lipiec 2013 – 7:6(2), 4:6, 4:6, 3:6 - Pekin, 30 września 2014 – 7:6(9), 4:6, 2:6 - Szanghaj, 8 października 2014 – 5:7, 2:6 |
| Tommy Haas                                                      | 1             | 1:0               | Lista meczów przeciwko T. Haasowi: - Rotterdam, luty 2014 – 6:4, 6:4 |
| Tenisiści sklasyfikowani najwyżej na 3. miejscu w rankingu ATP  |               |                   | |
| David Ferrer                                                    | 2             | 0:2               | Lista meczów przeciwko D. Ferrerowi: - Paryż, listopad 2012 – 4:6, 3:6 - Walencja, 25 października 2013 – 4:6, 6:4, 0:6 |
| David NalbandianKK                                              | 1             | 1:0               | Lista meczów przeciwko D. Nalbandianowi: - Indian Wells, marzec 2013 – 7:6(4), 4:6, 6:3 |
| Stanislas Wawrinka                                              | 1             | 0:1               | Lista meczów przeciwko S. Wawrince: - French Open, czerwiec 2013 – 3:6, 7:6(2), 3:6, 3:6 |
| Tenisiści sklasyfikowani najwyżej na 4. miejscu w rankingu ATP  |               |                   | |
| James BlakeKK                                                   | 1             | 0:1               | Lista meczów przeciwko J. Blake’owi: - Cincinnati, 12 sierpnia 2013 – 1:6, 5:7 |
| Kei Nishikori                                                   | 1             | 0:1               | Lista meczów przeciwko K. Nishikoriemu: - Halle, czerwiec 2015 – 4:6, 7:5, 3:6 |
| Tomáš Berdych                                                   | 3             | 0:3               | Lista meczów przeciwko T. Berdychowi: - Marsylia, luty 2013 – 3:6, 7:6(0), 3:6 - Madryt, maj 2013 – 7:6(3), 3:6, 2:6 - Rotterdam, luty 2014 – 7:6(9), 2:6, 4:6 |
| Tenisiści sklasyfikowani najwyżej na 5. miejscu w rankingu ATP  |               |                   | |
| Jo-Wilfried Tsonga                                              | 2             | 1:1               | Lista meczów przeciwko J-W. Tsondze: - Rzym, maj 2013 – 6:4, 7:6(6) - French Open, 30 maja 2014 – 4:6, 4:6, 3:6 |
| Tommy Robredo                                                   | 1             | 0:1               | Lista meczów przeciwko T. Robredo: - Wimbledon, 28 czerwca 2014 – 2:6, 4:6, 7:6(5), 6:4, 3:6 |
| Tenisiści sklasyfikowani najwyżej na 6. miejscu w rankingu ATP  |               |                   | |
| Gilles Simon                                                    | 2             | 2:0               | Lista meczów przeciwko G. Simonowi: - Paryż, listopad 2012 – 6:4, 7:5 - Montpellier, 6 lutego 2015 – 6:2, 7:5 |
| Tenisiści sklasyfikowani najwyżej na 7. miejscu w rankingu ATP  |               |                   | |
| Richard Gasquet                                                 | 4             | 1:3               | Lista meczów przeciwko R. Gasquetowi: - Indian Wells, marzec 2013 – 1:6, 4:6 - Rzym, maj 2013 – 3:6, 7:6(2), 6:4 - Montpellier, 8 lutego 2014 – 6:7(6), 6:7(4) - Montpellier, 8 lutego 2015 – 0:3 krecz                                                                |
| Gaël Monfils                                                    | 2             | 1:1               | Lista meczów przeciwko G. Monfilsowi: - Metz, 19 września 2014 – 3:6, 4:6 - Australian Open, styczeń 2015 – 6:4, 1:6, 6:7(3), 6:3, 6:3 |
| Fernando Verdasco                                               | 1             | 0:1               | Lista meczów przeciwko F. Verdasco: - Hamburg, lipiec 2013 – 5:7, 0:4 krecz |
| Tenisiści sklasyfikowani najwyżej na 8. miejscu w rankingu ATP  |               |                   | |
| Jürgen Melzer                                                   | 2             | 1:1               | Lista meczów przeciwko J. Melzerowi: - Wimbledon, lipiec 2013 – 3:6, 7:6(1), 6:4, 4:6, 6:4 - Barcelona, kwiecień 2014 – 4:6, 6:7(1) |
| Grigor Dimitrow                                                 | 3             | 1:2               | Lista meczów przeciwko G. Dimitrowowi: - Cincinnati, 13 sierpnia 2014 – 6:4, 3:6, 6:3 - Rzym, maj 2015 – 3:6, 6:7(4) |
| Radek Štěpánek                                                  | 1             | 1:0               | Lista meczów przeciwko R. Štěpánkowi: - Wimbledon, czerwiec 2013 – 6:2, 5:3 (krecz) |
| Janko Tipsarević                                                | 1             | 1:0               | Lista meczów przeciwko J. Tipsareviciowi: - Paryż, listopad 2012 – 3:6, 6:1, 4:1 (krecz) |
| Tenisiści sklasyfikowani najwyżej na 9. miejscu w rankingu ATP  |               |                   | |
| Nicolás Almagro                                                 | 2             | 1:1               | Lista meczów przeciwko N. Almagro: - Australian Open, styczeń 2013 – 6:7(3), 6:7(4), 1:6 - Wimbledon, czerwiec 2013 – 7:6(6), 6:3, 6:4 |
| Marin Čilić                                                     | 2             | 1:1               | Lista meczów przeciwko M. Čiliciowi: - Paryż, październik 2012 – 7:6(6), 6:2 - Puchar Davisa, 6 kwietnia 2014 – 6:3, 7:6(5), 4:6, 1:6, 3:6 |
| Tenisiści sklasyfikowani najwyżej na 10. miejscu w rankingu ATP |               |                   | |
| Ernests Gulbis                                                  | 4             | 1:3               | Lista meczów przeciwko E. Gulbisowi: - Puchar Davisa, 17 września 2010 – 4:6, 4:6, 6:3, 2:6 - Wimbledon, czerwiec 2012 – 2:6, 6:4, 3:6, 7:6(2), 9:7 - Sztokholm, październik 2013 – 5:7,6:4, 3:6 - Madryt, maj 2014 – 6:7(5), 6:3, 2:6                                 |

KK Zawodnik zakończył już karierę.

## Nagrody i wyróżnienia
- 9. miejsce w Plebiscycie Przeglądu Sportowego 2013

## Odznaczenia
- Srebrny Krzyż Zasługi – 2013[19][20]
- Złota odznaka „Za Zasługi dla Sportu” – 2021[21]

## Kampanie reklamowe
- 2014 – telewizyjny spot: Agnieszka Radwańska i Jerzy Janowicz, kampania sieci Play. Tenisiści promują Internet LTE[22].
- 2014 – kampania reklamowa firmy Atlas[23]
- 2014 – kampania reklamowa firmy ubezpieczeniowej Uniqua[24]